# Верхняя Типсирма
Ве́рхняя Типсирма́ (чув. Тури Типҫырма) — деревня в Красноармейском муниципальном округе Чувашской Республики.

## География
Находится в северной части Чувашии, на расстоянии приблизительно 8 км на запад-северо-запад по прямой от районного центра села Красноармейское.

## История
Образовалась в начале XX века при разделении деревни Типсирма. В 1914 году было учтено 107 человек, в 1926 — 21 двор, 94 жителя, в 1939—100 жителей, в 1979 — 19 дворов, 55 человек. В 2002 году было 14 дворов, в 2010 — 13 домохозяйств. В 1931 образован колхоз «Красная артель». До 2021 года входила в состав Большешатьминского сельского поселения до его упразднения.

## Население
Постоянное население составляло 26 человек (чуваши 100 %) в 2002 году, 33 в 2010.